# 互聯網Scrabble會
互聯網Scrabble會（Internet Scrabble Club，ISC）是一個網上Scrabble對戰平台。玩家只需要在ISC申請帳號，並下載應用程式WordBiz，便可免費在網上與其他玩家對戰。

## 使用
玩家欲尋找對手可按"seek"，亦可傳送及接受其他玩家約戰請求。每局遊戲的時限為3-60分鐘，挑戰 （Challenge） 分為4項，分別為SINGLE （挑戰失敗無處罰）、DOUBLE （挑戰失敗失去1回合）、5-POINTS （挑戰失敗減5分） 或VOID （電腦自動拒絕無效詞語）。玩定亦可選擇欲約戰對手的等級範圍。

## 創辦及營運
ISC由網名為Carol的羅馬尼亞玩家Florin Gheorghe創立，網站的域名亦因此為.ro。另亦有一名管理員Herve，亦即2005年法語Scrabble冠軍Hervé Bohbot。

## ISC使用之語言
ISC提供英式英語、美式英語、法語、意語、荷語及羅馬尼亞語 （舊式）供玩選擇，另亦有一種MULTI模式，是集合英、法、羅三種語言合成的玩法。

## 外部連結
- ISC.ro（页面存档备份，存于）, the main website of the ISC
- ISC.ro（页面存档备份，存于）, the main help page of the ISC
- （页面存档备份，存于）, a New York Times article about the ISC.